# Shifosi (köpinghuvudort i Kina, Hubei Sheng, lat 29,95, long 115,62)
Shifosi är en köpinghuvudort i Kina. Den ligger i provinsen Hubei, i den centrala delen av landet, omkring 150 kilometer sydost om provinshuvudstaden Wuhan. Antalet invånare är 44 857. Befolkningen består av 21 593 kvinnor och 23 264 män. Barn under 15 år utgör 26,0 %, vuxna 15-64 år 62 %, och äldre över 65 år 10,0 %.
Runt Shifosi är det tätbefolkat, med 530 invånare per kvadratkilometer. Närmaste större samhälle är Wuxue, 13,2 km sydväst om Shifosi. Trakten runt Shifosi består till största delen av jordbruksmark.
Genomsnittlig årsnederbörd är 2 073 millimeter. Den regnigaste månaden är maj, med i genomsnitt 328 mm nederbörd, och den torraste är januari, med 59 mm nederbörd.